# Hephaestus epirrhinos
The long-nose sooty grunter (Hephaestus epirrhinos) là một loài cá thuộc họ Terapontidae. Nó là loài đặc hữu của Úc.